# تیم ملی بسکتبال سیشل
تیم ملی بسکتبال سیشل، نماینده سیشل در مسابقات بین المللی بسکتبال است. این تیم توسط فدراسیون بسکتبال این کشور اداره می شود. 
سیشل در بازی‌های جزایر اقیانوس هند حضور یافته اما هنوز به مسابقات قهرمانی آفریقا راه پیدا نکرده است.